# 김창시
김창시(金昌始, 1775년~1812년)은 조선 후기의 반란 지도자로 홍경래의 난의 주모자 중 한 사람이다. 본관은 광산, 자는 몽초(夢初)이다.

## 생애
평안북도 곽산 출신으로 김순서(金舜瑞)의 아들이다. 과거에 합격하여 진사가 되었으나 벼슬을 얻지 못했다. 이후 홍경래의 거사에 가담하여 반란군 부원수인 김사용의 모사로 활동했다. 그러나 난이 진압된 후 도망치다가 철산에서 농민인 조문형(趙文亨)에게 살해당했다.

## 참고 문헌
- 《순조실록》